# Elementarpartikel
Se även Elementarpartiklarna (film).

Standardmodellens elementarpartiklar.

Elementarpartiklar är materiens minsta beståndsdelar. Partiklar som har mindre beståndsdelar räknas inte som elementarpartiklar. Till elementarpartiklarna räknar man också de partiklar som är bärare av de fyra fundamentala krafterna i naturen. Elementarpartiklar studeras inom partikelfysiken, där de partiklar man för närvarande känner till beskrivs av den så kallade Standardmodellen.
Till elementarpartiklarna räknas
- kvarkarna
- leptonerna, exempelvis elektroner och neutriner
- fotonen, W-bosonerna, Z-bosonen, higgsbosonen, gluonen och gravitonen.

Övriga partiklar är hadroner, som byggs upp av kvarkar. Hadronerna delas in i:
- baryoner som består av tre kvarkar – protoner och neutroner är exempel på baryoner –, och
- mesoner som består av två kvarkar (mer precist en kvark och en antikvark). Pi-mesoner är exempel på mesoner.

Hadroner är inte elementarpartiklar eftersom de är sammansatta av kvarkar.
Ett annat sätt att dela in elementarpartiklar är indelningen i fermioner och bosoner. De partiklar som materien är uppbyggd av, det vill säga kvarkar och leptoner, är fermioner medan bärarna av de fundamentala krafterna är bosoner. De fundamentala fermionerna har spinn 1/2 och lyder under Fermi–Dirac-statistik, medan de fundamentala bosonerna har spinn 0 eller 1 och lyder under Bose–Einstein-statistik. Bland hadronerna är baryonerna fermioner och mesonerna bosoner.

## Standardmodellen
Standardmodellen är en kombination av två kvantfältteorier som beskriver alla nu kända partiklar och krafter, utom gravitationen. Den ena är den elektrosvaga växelverkan som förenar den elektromagnetiska och den svaga växelverkan och beskriver hur kvarkar och leptoner växelverkar med fotoner och W- och Z-bosoner genom den elektrosvaga växelverkan. Att dessa två typer av växelverkan är förenade betyder att vid höga energier är den elektromagnetiska och den svaga kraften olika aspekter av samma kraft.
Den andra är kvantkromodynamiken, som beskriver hur kvarkar växelverkar med gluoner genom den starka växelverkan.

### Fermioner
De 12 fundamentala fermionerna delas upp i tre generationer med fyra partiklar vardera. Sex av partiklarna är kvarkar och sex är leptoner. Leptonerna består av tre neutriner och tre partiklar med elektrisk laddning -1: elektronen och dess två kusiner myonen och tau-leptonen.
| Första generationen - elektron: e– - elektron-neutrino: νe - uppkvark: u - nerkvark: d | Andra generationen - myon: μ– - myon-neutrino: νμ - charmkvark: c - särkvark: s | Tredje generationen - tau-lepton: τ– - tau-neutrino: ντ - toppkvark: t - bottenkvark: b |

Det finns också 12 fundamentala fermioniska antipartiklar motsvarande de 12 partiklarna ovan. Positronen e+ är antipartikel till elektronen och så vidare:
| Första generationen - positron: e+ - elektron-antineutrino: {\displaystyle {\bar {\nu }}_{e}} - upp-antikvark: {\displaystyle {\bar {u}}} - ner-antikvark: {\displaystyle {\bar {d}}} | Andra generationen - positiv myon: μ+ - myon-antineutrino: {\displaystyle {\bar {\nu }}_{\mu }} - charm-antikvark: {\displaystyle {\bar {c}}} - sär-antikvark: {\displaystyle {\bar {s}}} | Tredje generationen - positiv tau-lepton: τ+ - tau-antineutrino: {\displaystyle {\bar {\nu }}_{\tau }} - topp-antikvark: {\displaystyle {\bar {t}}} - botten-antikvark: {\displaystyle {\bar {b}}} |

### Bosoner
Enligt standardmodellen växelverkar elementarpartiklar genom de fundamentala krafterna, som förmedlas av bosoner med spinn 1. Detta är de så kallade vektorbosonerna eller gaugebosonerna: fotonen, gluonen, W-bosonerna och Z-bosonen. Dessutom finns i standardmodellen Higgsbosonen, en spinn-0 boson som är ansvarig för att ge de andra partiklarna massa.

#### Gluonen
Gluoner är masslösa och förmedlar den starka växelverkan. De växelverkar med alla partiklar som bär så kallad färgladdning, det vill säga kvarkarna och gluonerna själva. Det är till exempel gluonerna som håller samman kvarkarna i protonen och neutronen.

#### Elektrosvaga bosonerna
De tre svaga bosonerna förmedlar den svaga kraften. Detta är de elektriskt laddade W-bosonerna W+ och W–, och den elektriskt neutrala Z-bosonen. Den neutrala och masslösa fotonen förmedlar den elektromagnetiska kraften. 

#### Higgsbosonen
Higgsbosonen är ansvarig för att ge massa till W- och Z-bosonerna genom spontant symmetribrott. Detta kallas Higgsmekanismen. Higgsbosonen ger även massa till kvarkarna och de laddade leptonerna genom sin växelverkan. Genom den experimentella verifikationen av existensen av Higgsbosoner den 4 juli 2012 vid Large Hadron Collider vid CERN, så innefattar standardmodellen nu officiellt också Higgsbosonen.

## Växelverkan
Den svaga, den elektromagnetiska och den starka växelverkan verkar på de fundamentala partiklarna, leptoner och kvarkar.
Växelverkan bestäms av till exempel räckvidd, som säger hur nära två partiklar ska vara varandra för att påverkas, och styrka. Den elektromagnetiska växelverkan kan verka på makroskopiska avstånd. 
Den starka och svaga växelverkan har endast betydelse vid avstånd på högst 10–15 meter. 
De olika växelverkningarna har olika styrka med stor skillnad; starkare växelverkan ger större tvärsnitt och kort livstid. Även symmetriegenskaper, som ger kvanttal och urvalsregler, och deltagande partiklar gör skillnad.

## Historia
Vetenskapens utveckling har efter hand förändrad begreppets mening. Det första kända föreställningen att världen bestod av grundläggande elementära delar var grekernas föreställning att materien bestod av de fyra elementen: luft, eld, jord och vatten.
Från grekernas tid och Demokritos härstammar också begreppet atom vilket betyder odelbar och fick sin nuvarande betydelse av bland andra John Dalton på 1800-talet. Under början av 1900-talet upptäckte man att atomen hade en inre struktur bestående av protoner, neutroner och elektroner. Antalet kända atomslag har med tiden växt och är idag 118, varav 82 har stabila isotoper.
Under senare delen av 1900-talet upptäcktes nya elementarpartiklar. Införandet av kvarkar som hadronernas beståndsdelar kulminerade i tillkomsten av standardmodellen i början av 1970-talet. Medan protonen och neutronen togs bort från listan av elementarpartiklar under denna process finns elektronen för närvarande kvar.
Idag finns teorier om hur även kvarkar och leptoner och de olika fundamentala krafterna kan förenas i en "storförenad teori", eller om man inkluderar gravitationen, en "teori om allt".